# كريستينو جارا
كريستينو جارا (بالإسبانية: Alfredo Jara)‏ هو مدرب كرة قدم ولاعب كرة قدم باراغواياني في مركز الهجوم، ولد في 2 مايو 1973 في كابياتا في باراغواي. لعب مع نادي أوكاس.

## وصلات خارجية
- كريستينو جارا على موقع قاعدة بيانات كرة القدم.إي يو (الإنجليزية)
- كريستينو جارا على موقع Soccerway.com (الإنجليزية)